# بینش
بینش یا بصیرت (انگلیسی: Insight) فهمی از خود و روابط با دیگران است که تجربه‌های پیشین را روشن یا فرد را در حل مسئله‌ای یاری می‌کند.
بصیرت به فرآیندی که به‌وسیلهٔ آن مسائل حل شود گفته می‌شود و مشخص‌کنندهٔ سازماندهی یا نوسازی است که شخص را به فهم روابط مربوط به راه‌حل توانا می‌سازد.